# Edificio SAFICO
L'Edificio SAFICO è uno storico grattacielo di Buenos Aires in Argentina.

## Storia
Il palazzo venne progettato e costruito sotto la direzione dell'ingegnere svizzero Walter Moll per conto della Società Anonima, Finanziaria e Commerciale (SAFICO). I lavori di costruzione iniziarono nel 1932 e si protrassero per nove mesi; l'inaugurazione ebbe luogo nel 1934.

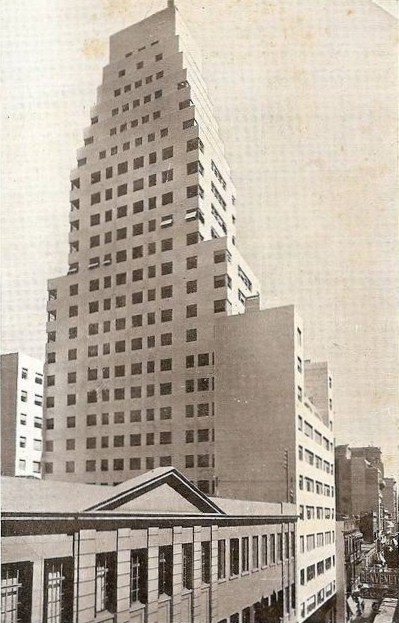
Il SAFICO nel 1934

## Descrizione
L'edificio venne realizzato in accordo con una serie di normative municipali. Tra queste figura l'ordinanza che obbligava che i nuovi palazzi della calle Corrientes sorgessero qualche metro indietro rispetto alla precedente linea di edificazione, in modo tale da allargare la strada trasformandola in un viale (obiettivo conseguito nel 1936). Un'ulteriore ordinanza urbanistica, il Regolamento generale delle costruzioni (1928) limitava l'elevazione della facciata degli edifici sul fronte strada a 40 metri, di modo tale che fosse proporzionata alla larghezza della strada sulla quale l'edificio sorgesse. Per questo motivo il palazzo si erge sino ai citati 40 metri per poi seguire un andamento a ziqqurat, raggiungendo infine i 90 metri di altezza.
Il palazzo possiede tre piani sotterranei, 2 destinati a parcheggio e il terzo, il più profondo, destinato ad alloggiare le sale macchine. Si eleva quindi per 25 piani sopra il livello stradale: i primi 10 costituiscono la base della torre, mentre i secondi 15 vanno a comporre la ziggurat sommitale. Gli ultimi tre piani sono occupati da un solo appartamento destinato inizialmente ad ospitare il direttore della società: questo fece del palazzo il più alto edificio residenziale del Paese al momento della sua inaugurazione. Nei decenni successivi questo appartamento venne occupato da diverse celebrità, tra le quali figura anche Pablo Neruda nel periodo in cui svolse la carica di Viceconsole del Cile.
Ai piedi dell'edificio, su un lotto precedentemente occupato da un altro palazzo, si trova oggi una piazza pubblica.